# Эллрой, Джеймс
Ли Эрл «Джеймс» Эллрой (англ. Lee Earle "James" Ellroy; 4 марта 1948, Лос-Анджелес) — американский писатель, сценарист, автор детективов и романов в жанре нуар.

## Биография
Джеймс Эллрой родился в семье медсестры Женевы Оделии (урожденная Хиликер) и бухгалтера Армана, который некоторое время вёл дела Риты Хейуорт. После развода родителей жил с матерью. В 1958 году она была убита, убийство осталось нераскрытым. Это нераскрытое убийство и подаренная отцом документальная книга о работе полиции «Полицейский жетон» повлияли на будущую писательскую карьеру Эллроя.
В молодости злоупотреблял алкоголем и наркотиками, совершил несколько мелких преступлений, бродяжничал. Имел болезненный фетишизм на женское белье, ради которого залезал в дома знакомых девушек. После короткого пребывания в тюрьме и начавшихся проблем со здоровьем (он заболел пневмонией) решил переменить жизнь. Перестал пить, нашёл работу в гольф-клубе и в это же время начал писать книги.
В 1981 году вышел дебютный детективный роман. Прославил Эллроя цикл «Лос-Анджелесский квартет». Первый роман цикла — «Чёрная орхидея» — был основан на реальном убийстве молодой актрисы Элизабет Шорт, о котором Эллрой прочитал в «Полицейском жетоне». За свои романы писатель был прозван «Демонический пёс американского детектива» — так названа биография писателя и снятый по ней одноименный документальный фильм.
Эллрой работает по несколько лет над каждой книгой. Собирает подробное досье, относящееся к его истории. Создает «дорожную карту» взаимодействия персонажей. Пишет подробный план будущего произведения, который пошагово утверждает со своим издателем. Свои произведения полностью пишет от руки.

На встречах с писателями и в СМИ, Эллрой культивирует шутливый образ циника и персоны, с множеством парафилий, которые влияют на его личность. Однако все эти аутоидентификации должны рассматриваться через призму иронии и сарказма, а не восприниматься всерьёз, как это делается рядом СМИ, повторяющим вслед за Эллроем, об ультра-правых взглядах.  
Оригинал
Good evening peepers, prowlers, pederasts, panty-sniffers, punks and pimps. I'm James Ellroy, the demon dog with the hog-log, the foul owl with the death growl, the white knight of the far right, and the slick trick with the donkey dick. I'm the author of 16 books, masterpieces all; they precede all my future masterpieces. These books will leave you reamed, steamed and drycleaned, tie-dyed, swept to the side, true-blued, tattooed and bah fongooed. These are books for the whole fuckin' family, if the name of your family is Manson.
Перевод

Добрый вечер, вуайеристы, педерасты, фетишисты, дегенераты, ворюги и сутенёры. Я Джеймс Эллрой — демонический пёс, обкончавшийся весь; грёбаный филин со смертельным рыком; белый рыцарь из правого далека и хитрец, у которого член, как у осла. [Прим. - в оригинале все эти определения даны рифмующимися каламбурами]. Я написал 16 книг, каждая шедевр, но они лишь предваряют будущие шедевры.  Эти книги вас разогреют, пропарят и иссушат; затянут узел на шее, выжмут, накрахмалят, вытатуируют и [непереводимая игра слов]. Эти книги для семейного чтения, если, конечно, это семейка Мэнсон».

## Критика
Произведения Джеймса Эллроя высоко оценены критиками по всему миру, и включаются составителями в разнообразные авторитетные списки значимых литературных произведений. Российский критик Сергей Корнеев отдельно отмечает атмосферу безнадежности и мизантропии, которые характеризуют произведения автора.
Его нуар-романы настолько темные, что темнее самоназвания жанра. Темнее кофе с бензедрином, который хлещут его герои. Темнее безысходности, из-за которой персонажи вскрывают себе вены. Темнее беспросветного зла, что творится на их страницах. Темнее стильных черных обложек, в которых они издаются.

## Интересные факты
Весной 2020 года в российских СМИ широко освещалось высказывание Джеймса Эллроя, в котором он назвал романы Фёдора Достоевского дерьмом. Однако, судя по всему, была допущена ошибка перевода. В интервью, которое Эллрой дал еще весной 2019 года британской газете The Guardian, слово «дерьмо» было не оценкой творчества писателя, а своего эмоционального состояния:

— Есть ли книга, которые вы должны прочитать, но не хотите?
— Иногда я думаю, что должен прочесть «Преступление и наказание». Особенно с тех пор, как Джойс Кэрол Оутс назвала меня Американским Достоевским. Но это же Россия, XIX век. Это не то, что мне обычно интересно. У меня дома есть том Достоевского, всякий раз, что я беру его в руки, думаю, ох, блин [дерьмо], я не смогу это прочесть. 
Схожую критику высказали российские писатели Сергей Лукьяненко и Алексей Иванов. Однако казус возник из-за того, что в российских СМИ обсуждали перевод интервью 2019 года на испанский язык в обзорной статьте о творчестве Эллроя в газете El Pais. Данный материал преподносился российскими СМИ, как оригинальное интервью в испанской газете.

## Фильмография
- 1988 — Полицейский / Cop
- 1993 — Падшие ангелы /Fallen Angels — 1 сезон, эпизод Since I Don’t Have You
- 1997 — Секреты Лос-Анджелеса / L.A. Confidential
- 1998 — Реквием мафии / Brown’s Requiem
- 2002 — Stay Clean
- 2002 — Проклятый сезон / Dark Blue
- 2003 — Лос-Анджелес, округ 187 / L.A. Sheriff’s Homicide
- 2003 — Секреты Лос-Анджелеса / L.A. Confidential (пилотная серия сериала)
- 2006 — Чёрная орхидея / The Black Dahlia
- 2008 — Короли улиц / Street Kings
- 2008 — Land of the Living
- 2011 — Бастион / Rampart
- ? — Секреты Лос-Анджелеса / L.A. Confidential (сериал)
- ? — Белый джаз / White Jazz